# سيميون أنتونوف
سيميون أنتونوف (بالروسية: Семён Сергеевич Антонов)‏ مواليد 18 يوليو 1989، هو لاعب كرة سلة روسي يلعب مع فريق نيجني نوفغورود (كرة سلة) في دوري اتحاد في تي بي ويحمل الرقم 11. يبلغ طوله 6 قدم 8 بوصة (2.0 م).

## فرق لعب لها
- نيجني نوفغورود (كرة سلة)

## الميداليات
| الميدالية | المسابقة                         |
| --------- | -------------------------------- |
| برونزية   | الألعاب الأولمبية الصيفية 2012   |
| برونزية   | بطولة أمم أوروبا لكرة السلة 2011 |

## روابط خارجية
- سيميون أنتونوف على موقع الاتحاد الدولي لكرة السلة (الإنجليزية)
- سيميون أنتونوف على موقع الدوري الأوروبي لكرة السلة (الإنجليزية)
- سيميون أنتونوف على موقع كرة السلة الأوروبية.كوم (الإنجليزية)
- سيميون أنتونوف على موقع ريلجم (الإنجليزية)
- سيميون أنتونوف على موقع بروبوليرز (الإنجليزية)
- سيميون أنتونوف على موقع سبورتس رفرنس (الإنجليزية)
- سيميون أنتونوف على موقع أوليمبيديا (الإنجليزية)